# Bohdanowo (sielsowiet Nowosiółki)
Bohdanowo (biał. Багданова; ros. Богданово) – chutor na Białorusi, w obwodzie witebskim, w rejonie postawskim, w sielsowiecie Nowosiółki.

## Historia
W czasach zaborów w granicach Imperium Rosyjskiego.
W dwudziestoleciu międzywojennym ówczesna kolonia leżała w Polsce, w województwie wileńskim, w powiecie duniłowickim (od 1926 postawskim), w gminie Łuczaj.
Według Powszechnego Spisu Ludności z 1921 roku zamieszkiwało tu 20 osób, wszystkie były wyznania rzymskokatolickiego. Jednocześnie 16 mieszkańców zadeklarowało polską przynależność narodową a 4 białoruską. Były tu 3 budynki mieszkalne. W 1931 w 3 domach zamieszkiwało 11 osób.
Miejscowość należała do parafii rzymskokatolickiej w Łuczaju. Podlegała pod Sąd Grodzki w Postawach i Okręgowy w Wilnie; właściwy urząd pocztowy mieścił się w m. Łuczaj.
W 1938 roku miejscowość należała do gromady Króliki gminy Łuczaj.